# Bill McKay (sciatore)
Bill McKay (1947) è un ex sciatore alpino canadese.

## Biografia
Sciatore polivalente, McKay fu inserito nella nazionale canadese per i X Giochi olimpici invernali di Grenoble 1968, ma non prese il via alla gara di discesa libera; in Coppa del Mondo esordì il 25 febbraio dello stesso anno a Oslo in slalom speciale classificandosi 24º e tale risultato sarebbe rimasto il migliore di McKay nel massimo circuito internazionale, nel quale prese per l'ultima volta il via il 27 febbraio 1970 a Whistler in slalom gigante (26). Non prese parte a rassegne  iridate.

## Palmarès

### Campionati canadesi
- 1 oro (slalom gigante nel 1970)[4]